# Marco Lazzaroni
Pas d'image ? Cliquez ici

a Compétitions nationales et continentales officielles uniquement.

b Matchs officiels uniquement.
Dernière mise à jour le 3 juin 2020.
Marco Lazzaroni, né le 18 mai 1995 à Udine, est un joueur italien de rugby à XV qui évolue au poste de deuxième ligne au Benetton Trévise dans le Pro14.

## Biographie
Né à Udine, Marco a joué dans l'équipe locale avant de rejoindre Mogliano. 
En 2014, Marco Lazzaroni, qui vient de connaitre ses premières sélections en catégorie des moins de 20 ans, est annoncé au CA Brive, qui le suit déjà depuis la saison dernière.
Finalement il rejoint l'équipe du Benetton Trévise à l'été 2014.

## Style de jeu
Deuxième ligne à ses débuts, il s'installe à l'aile de la troisième ligne dès son arrivée à Trévise, pour ne plus la quitter par la suite, c'est d'ailleurs à ce poste qu'il entre en jeu pour sa première sélection avec l'Italie en 2017 contre l'Australie.
En rugby à sept, il évolue en revanche au poste de pilier.